# Non escludo il ritorno (album)
Non escludo il ritorno è un album discografico del cantautore italiano Franco Califano, pubblicato nel 2005.
Con il brano omonimo l'artista ha partecipato al Festival di Sanremo 2005.

## Tracce

### CD 1
Non escludo il ritorno
1. Un tempo piccolo
2. Non escludo il ritorno
3. Che c'è
4. Il campione
5. L'amore è fragile
6. Emmanuelle
7. Sigarette spente
8. È la malinconia
9. Fiore di campo di primavera
10. Pierpaolo
11. Ne me quitte pas

### CD 2
Che fai ridi...?
1. Beata te... te dormi
2. Secondo me l'amore (So' distrutto)
3. Cesira
4. Er cerchio 'n testa
5. Er tifoso
6. La vacanza di fine settimana
7. Il guanto
8. La seconda
9. Pasquale l'infermiere
10. Piercarlino
11. Avventura co' 'n travestito
12. Disperati pensieri de' 'n'impotente
13. Er gigante de casa
14. La porta aperta
15. Nun me portà a casa
16. L'impossibile fino alla fine
17. Moriremo 'nzieme